# Vedran Živolić
Vedran Živolić (Pula, 27. kolovoza 1986.) je hrvatski kazališni, televizijski i filmski glumac.

## Filmografija

### Televizijske uloge
- "Gora" kao Denis (2023.)
- "Nestali" kao Pape (2020.-2021.)
- "Crno-bijeli svijet" kao Ivo Pogorelić (2015.)
- "Stipe u gostima" kao Livio (2012.)
- "Dobre namjere" kao dečko (2008.)

### Filmske uloge
- "Moje jezero" kao Paško (2020.)
- "U ime jagode, čokolade i Duha Svetoga" kao Pavle (2017.)
- "Zov Rojave" (kratki film) (2017.)
- "Papar i sol" kao Joško (2016.)
- "Lazar" kao Lazar (2015.)
- "Ruke" (kratki film) kao Marko (2014.)
- "Moj sin samo malo sporije hoda" kao Branko (2013.)
- "Fred" kao Igor (2012.)
- "Goltzius i Pelikanova družina" kao Joachim (2012.)
- "Cvjetni trg" kao Filipov sin Nikola (2012.)
- "Lea i Darija" kao Tadija Kukić (2011.)
- "Da mogu..." kao Marin Šafarić (2009.)
- "Prokleti" kao vampir otmičar (2008.)

## Vanjske poveznice
- Vedran Živolić u internetskoj bazi filmova IMDb-u (engl.)
- Stranica na ZKM.hr